# Сотников, Александр Тимофеевич
Александр Тимофеевич Сотников (10 (23) августа 1900, село Урицкое, Тербунский район, Липецкая область — 5 ноября 1974, Тбилиси) — начальник политического отдела 171-й стрелковой дивизии 3-й ударной армии 1-го Белорусского фронта. Полковник. Герой Советского Союза.

## Биография
Родился 10 (23) августа 1900 года в селе Царёво, ныне село Урицкое Тербунского района Липецкой области, в крестьянской семье. Русский. Член ВКП(б)/КПСС с 1925 года. Образование среднее.
В Красной Армии с 1919 года. Участник Гражданской войны. В 1940 году окончил Военно-политическую академию имени В. И. Ленина.
Старший батальонный комиссар А. Т. Сотников — участник Великой Отечественной войны с июня 1941 года. Комиссаром 390-й стрелковой дивизии участвовал в Керченско-Феодосийской десантной операции в декабре 1941 года. Вместе с комдивом И. Г. Виноградовым он во главе 1-го батальона в ледяной воде переправился через Керченский пролив. В сражении за Сталинград Сотников был заместителем по политчасти командира 154-й отдельной морской стрелковой бригады. К середине 1944 года воевал заместителем начальника политического отдела 79-го стрелкового корпуса на 2-м Прибалтийском фронте.
С сентября 1944 года подполковник Сотников А. Т. — начальник политотдела начальник политотдела 171-й стрелковой дивизии. Особо отличился в Берлинской операции.
21 апреля 1945 года части дивизии, перерезав окружную Берлинскую автостраду, вошли в пригород Берлина — Бухгольц. Постоянно находясь в боевых порядках подразделений и частей, подполковник Сотников А. Т. мобилизовывал воинов на выполнение поставленных задач. 30 апреля 1945 года дивизия овладела рейхстагом и водрузила на нём Знамя Победы. Но подполковник Сотников в этом бою не участвовал — за несколько часов до начала штурма он был тяжело ранен на мосту Мольтке.
Указом Президиума Верховного Совета СССР от 15 мая 1946 года за образцовое выполнение боевых заданий командования и проявленные при этом геройство и мужество подполковнику Сотникову Александру Тимофеевичу присвоено звание Героя Советского Союза с вручением ордена Ленина и медали «Золотая Звезда».
Ранение оказалось тяжелым, в госпитале была ампутирована нога. С 1947 года полковник Сотников А. Т. — в отставке.
Жил в столице Грузинской ССР — городе Тбилиси, где и скончался 5 ноября 1974 года. Похоронен на Сабурталинском кладбище в Тбилиси.
Награждён 2 орденами Ленина, 2 орденами Красного Знамени, орденами Богдана Хмельницкого 2-й степени, Отечественной войны 2-й степени, медалями.
На доме в Тбилиси, в котором жил герой, установлена мемориальная доска. В родном селе Героя Тербуны Липецкой области одна из улиц названа его именем.